# Lahmacun

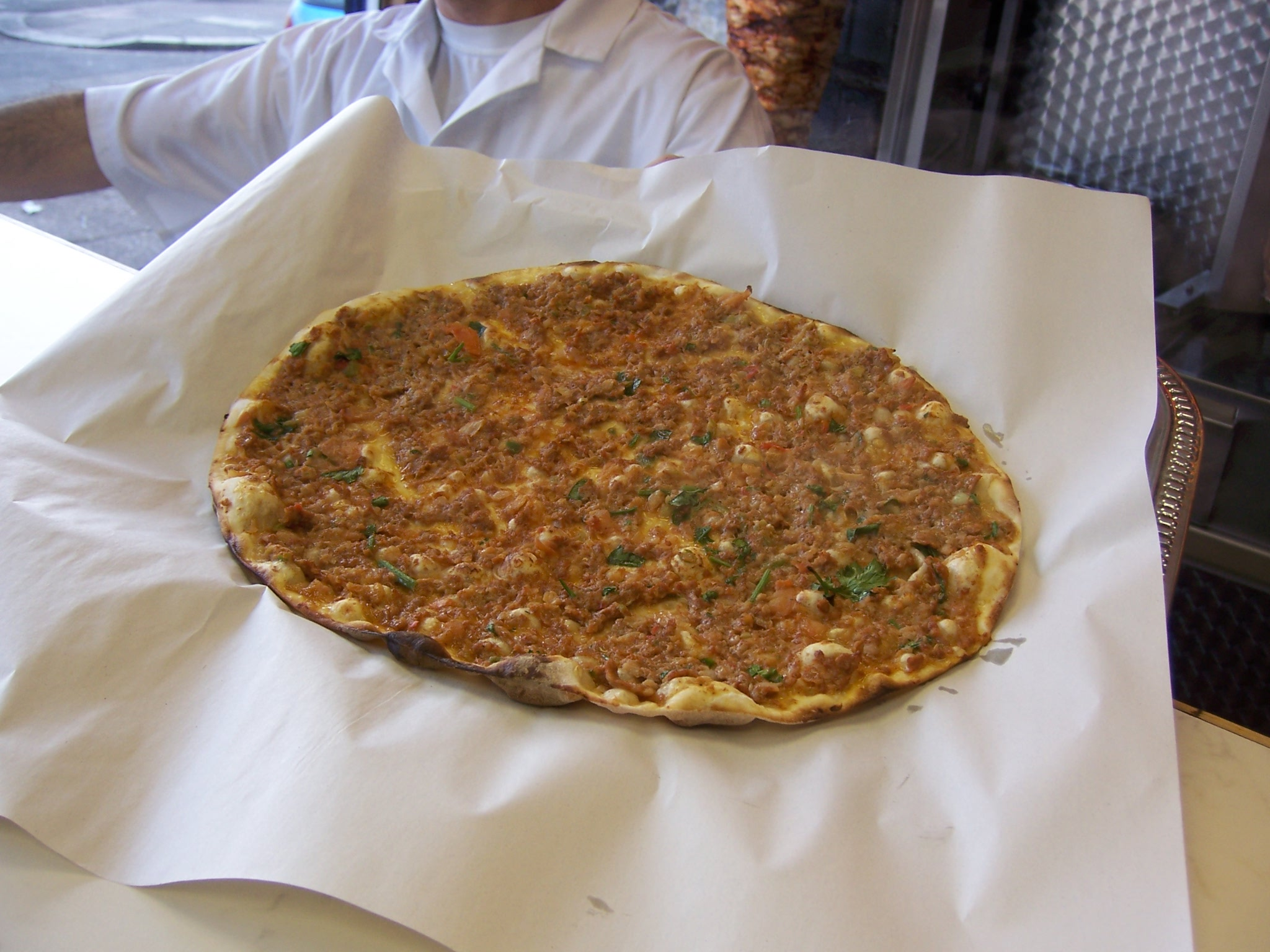
Un autre lahmacun.

Le lahmacun [lahmaˈdʒun]  ou lahmajoun, termes dérivant tous deux de l'arabe لحم بعجين / laḥm bi-ʿajīn qui signifie littéralement « viande avec de la pâte »), aussi appelé pizza arménienne en français,, ou turque, est un plat de la cuisine levantine composé de pain garni de viande hachée.
Il est consommé principalement en Arménie, en Irak, au Liban, en Syrie, en Turquie et dans les régions du Kurdistan.

## Origines
Le lahmacun puise ses origines au cœur du Moyen-Orient. Cette spécialité tant appréciée se consomme déjà par les Assyriens deux mille ans avant J.-C. Des marchands grecs se laissent séduire par cette recette unique et la rapportent dans leur propre pays. Littéralement, lahmacun provient des termes arabes « lahm » (viande) et « macun » (pâte).

## Composition
Le lahmacun est constitué d'une mince feuille de pâte circulaire ou ovale, sur laquelle est disposée une farce de viande hachée (le plus souvent de l'agneau) et de légumes finement découpés (tomates, poivrons, oignons) et incluant également des plantes aromatiques (persil, basilic, coriandre). Le lahmacun est souvent servi enroulé autour de feuilles de salade, persil, oignons et agrémenté de basilic. Il est parfois relevé d'un peu de citron pressé, selon le goût de chacun.